# Claude Nobs Foundation

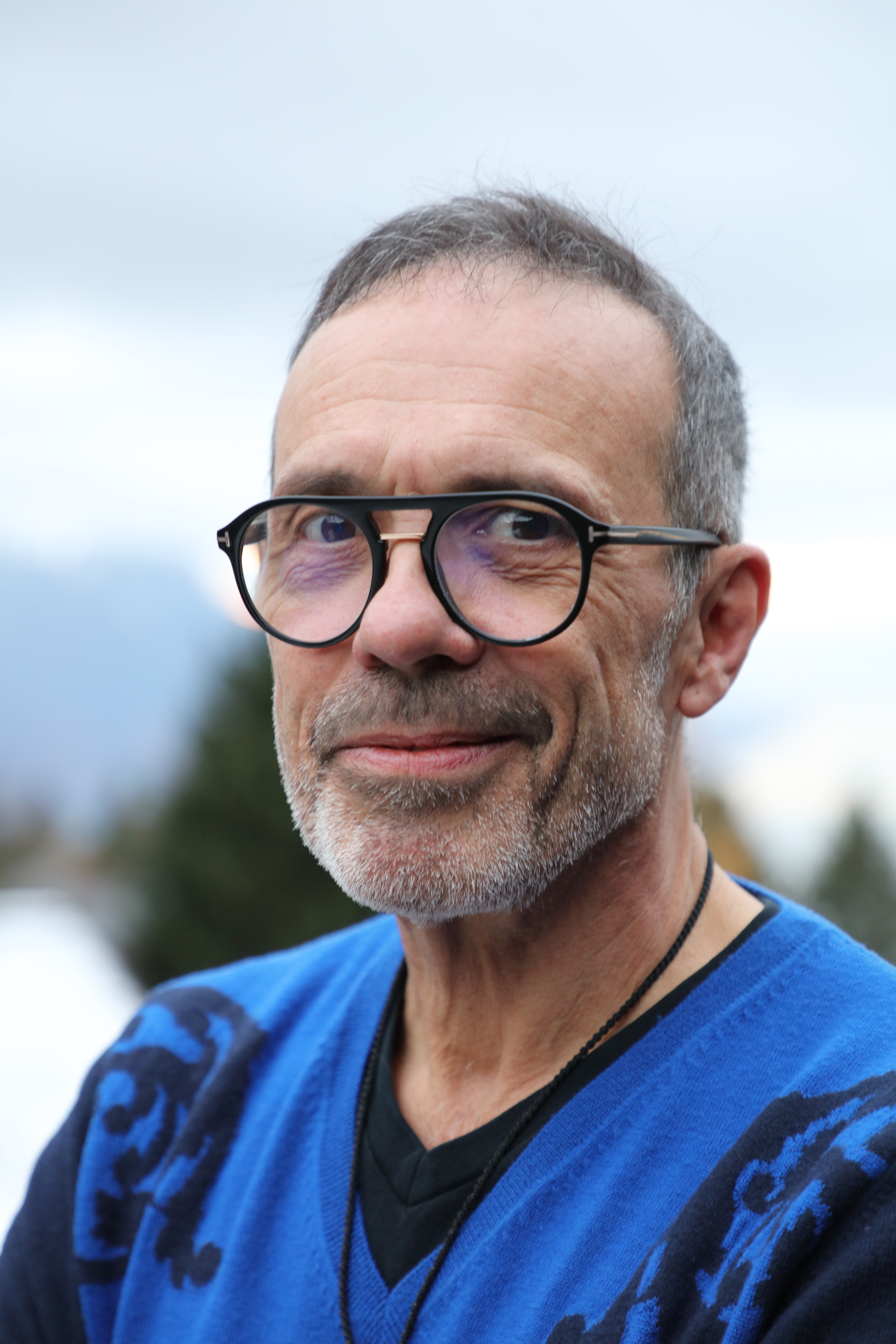
Thierry Amsallem (2022)

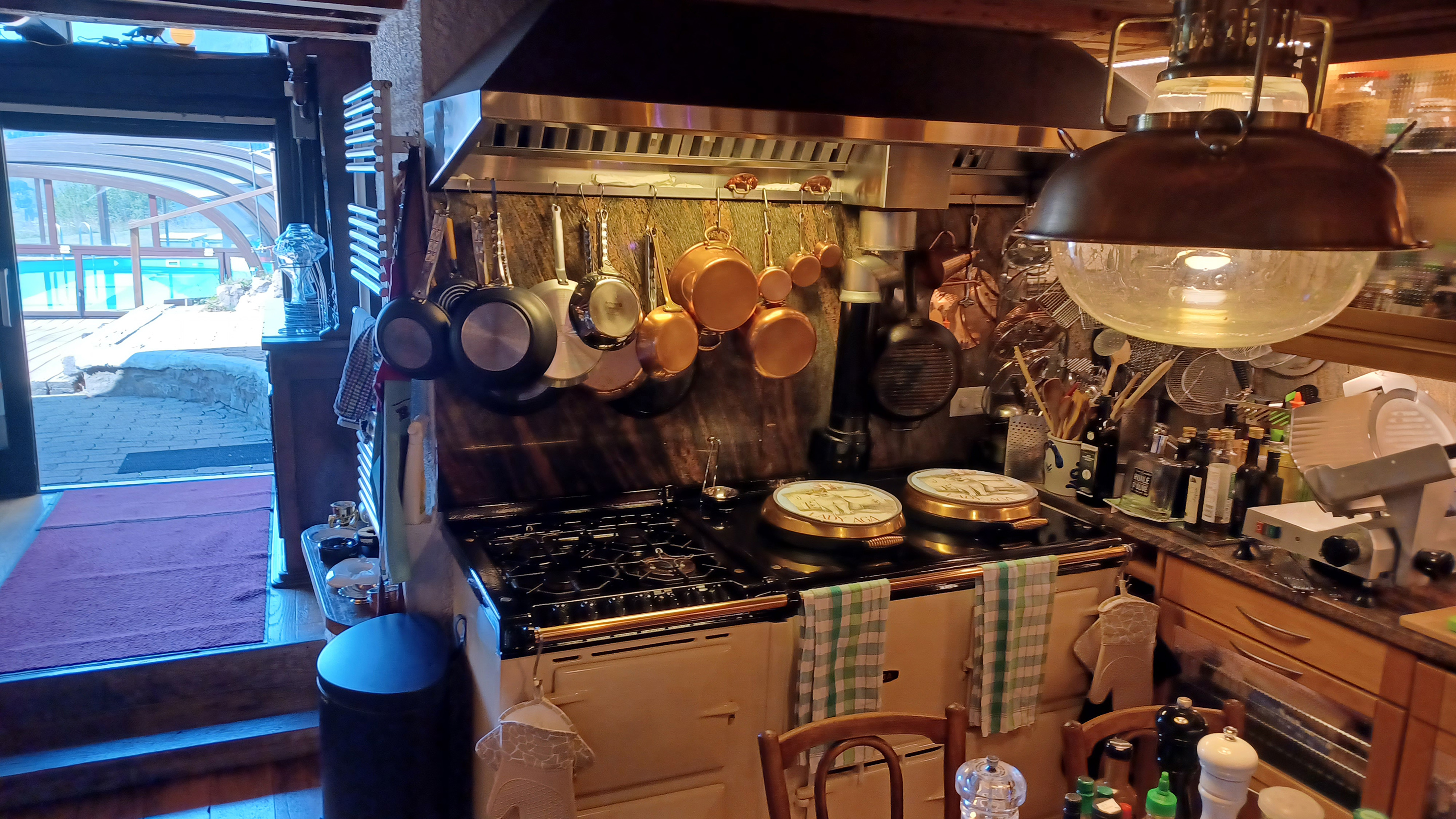
Claude Nobs’ Küche, Juli 2022

Die Claude Nobs Foundation wurde nach dem Tod des Namensgebers Claude Nobs, Gründer des Montreux Jazz Festivals, von seinem Lebenspartner und Erben Thierry Amsallem 2014 gegründet. Amsallem übertrug ihr die Archive, den Namenszug und das Logo von Claude Nobs.

## Stiftungszweck
Im Detail ist die Stiftung ihrem Zweck entsprechend in folgenden Bereichen tätig:

„Sie schützt, bewahrt und fördert das künstlerische und musikalische Erbe von Claude Nobs. Dabei organisiert sie die Erhaltung aller originalen physischen Musikmedien (Masters, zusätzliche Masters zukünftiger Ausgaben und andere) und verwahrt die Gegenstände, Sammlungen, Gebäude und museografischen Elemente mit Bezug zu Nobs. Diese wie die Medien macht sie in Montreux, der Schweiz und der Welt für erzieherische, wohltätige, soziale, humanitäre oder kulturelle Aktionen zur Förderung von Kunst und Kultur zugänglich, wofür sie alle Formen von Spenden, Subventionen, Partnerschaften oder sonstige Unterstützung erhalten kann, die der Stiftung bei der Erfüllung ihres Auftrags helfen. 
Nach eigener Aussage sammelte Claude Nobs neben der Aufzeichnung aller Beiträge des Montreux Jazz Festival eher dreidimensionale, mit den Händen zu greifende Gegenstände wie Jukeboxen oder Eisenbahnen als Zweidimensionales wie etwa Gemälde.“

## Organisation und Projekte
Die Stiftung hat in ihrem Stiftungsrat insgesamt sieben Mitglieder. Präsident ist Thierry Amsallem, Vize-Präsidenten sind Laurent Wehrli und Olivier Gfeller. Die weiteren Mitglieder sind Patrick Aebischer, Olivier Audemars, Joëlle Borgatta und Eric Merk (Stand 2022).
Der Nachlass zum Montreux Jazz Festival wurde 2013 in das Weltdokumentenerbe-Register der UNESCO aufgenommen. Thierry Amsallem führt die in 2007 begonnene Zusammenarbeit mit der EPFL (École polytechnique fédérale de Lausanne) zur Digitalisierung der Audio- und Video-Dateien weiter. Diese Digitalisate werden im Montreux Jazz Café auf dem Campus Lausanne der EPFL Studierenden für ihre Recherchen frei zur Verfügung gestellt.
Amsallem präsentierte etliche der in Montreux aufgetretenen Stars im Weissen Haus beim damaligen Präsidenten Barack Obama anlässlich des 50. Geburtstags des Montreux Jazz Festival im Rahmen des Internationalen Jazz Day 2016.